# Districts congressionnels du Maine
L'État américain du Maine est divisé en deux districts congressionnels élisant chacun un membre de la Chambre des représentants des États-Unis.
Le processus de découpage des circonscriptions est une compétence des États. Dans le Maine, les districts sont proposés par une commission consultative. Chaque chambre de la législature doit approuver le redécoupage des circonscriptions par une majorité qualifiée des deux-tiers. Elles ne sont pas liées par la proposition de la commission consultative. Le gouverneur de l'État peut opposer son véto au projet de redécoupage.

## Districts actuels
| District     | Comtés | Carte | Population (2016) | CPVI | Représentant (116e congrès) | Représentant (116e congrès) |
| ------------ | --- | ----- | ----------------- | ---- | --------------------------- | --------------------------- |
| 1er district | Cumberland, Kennebec (partie), Knox, Lincoln, Sagadahoc, York                                                              |       | 687 948           | D+8  | Chellie Pingree             | D                           |
| 2e district  | Androscoggin, Aroostook, Franklin, Hancock, Kennebec (partie), Oxford, Penobscot, Piscataquis, Somerset, Waldo, Washington |       | 679 748           | R+2  | Jared Golden                | D                           |

## Historique
Lorsque le Maine devient un État en 1820, il n'élit qu'un seul représentant au Congrès, élu dans une unique circonscription : le district at-large du Maine. Cette circonscription sera à nouveau utilisé de 1883 à 1885, lorsque le Maine utilise un scrutin plurinominal pour élire ses représentants.
À partir de 1821, l'État élit sept représentants dans sept districts congressionnels. Au fur et à mesure de l'élargissement des États-Unis et de l'évolution de sa population, le Maine a gagné puis perdu des districts congressionnels :
- 3e district (en) de 1821 à 1963 ;
- 4e district (en) de 1821 à 1933 ;
- 5e district (en) de 1821 à 1883 ;
- 6e district (en) de 1821 à 1863 ;
- 7e district (en) de 1821 à 1853 ;
- 8e district (en) de 1821 à 1843.

Carte des districts du Maine depuis 1973
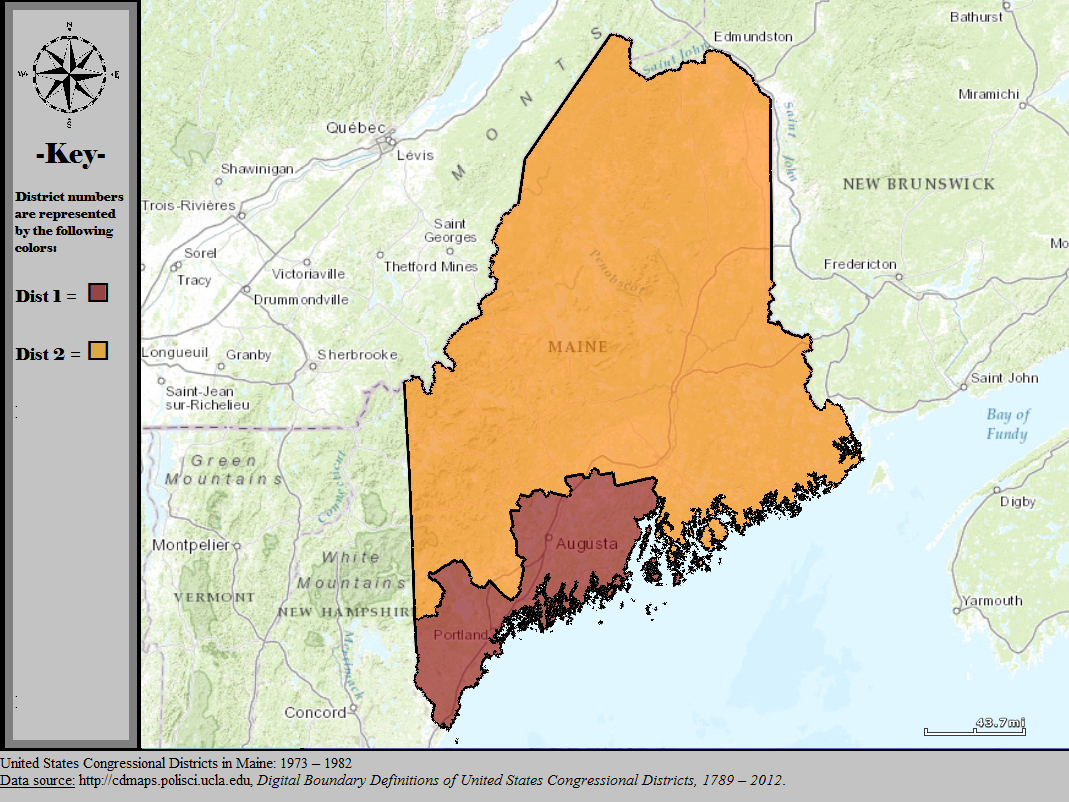
Districts du Maine de 1973 à 1982.
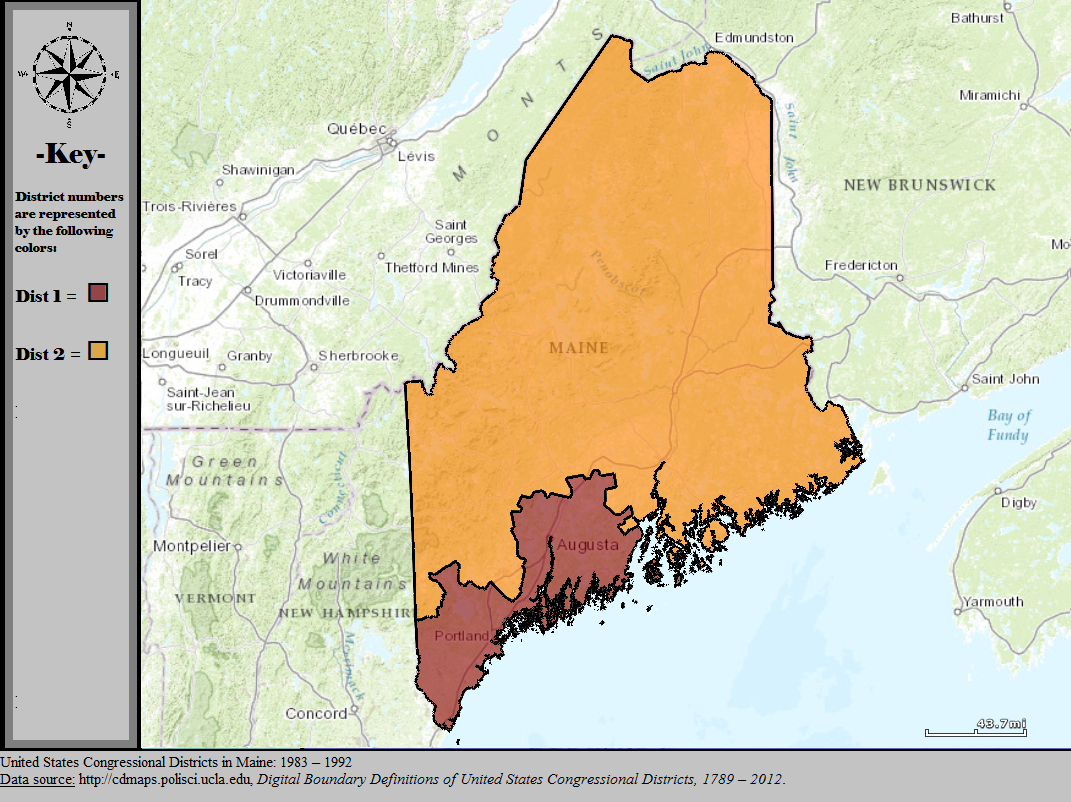
Districts du Maine de 1983 à 1992.
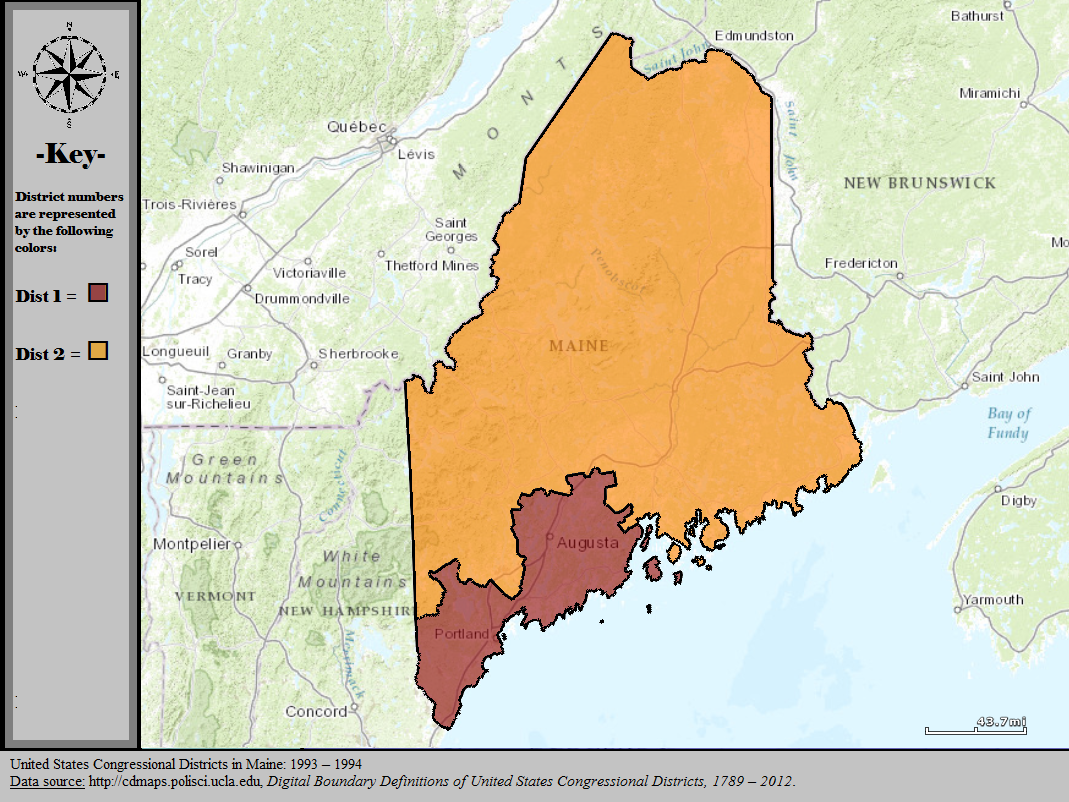
Districts du Maine de 1993 à 1994.
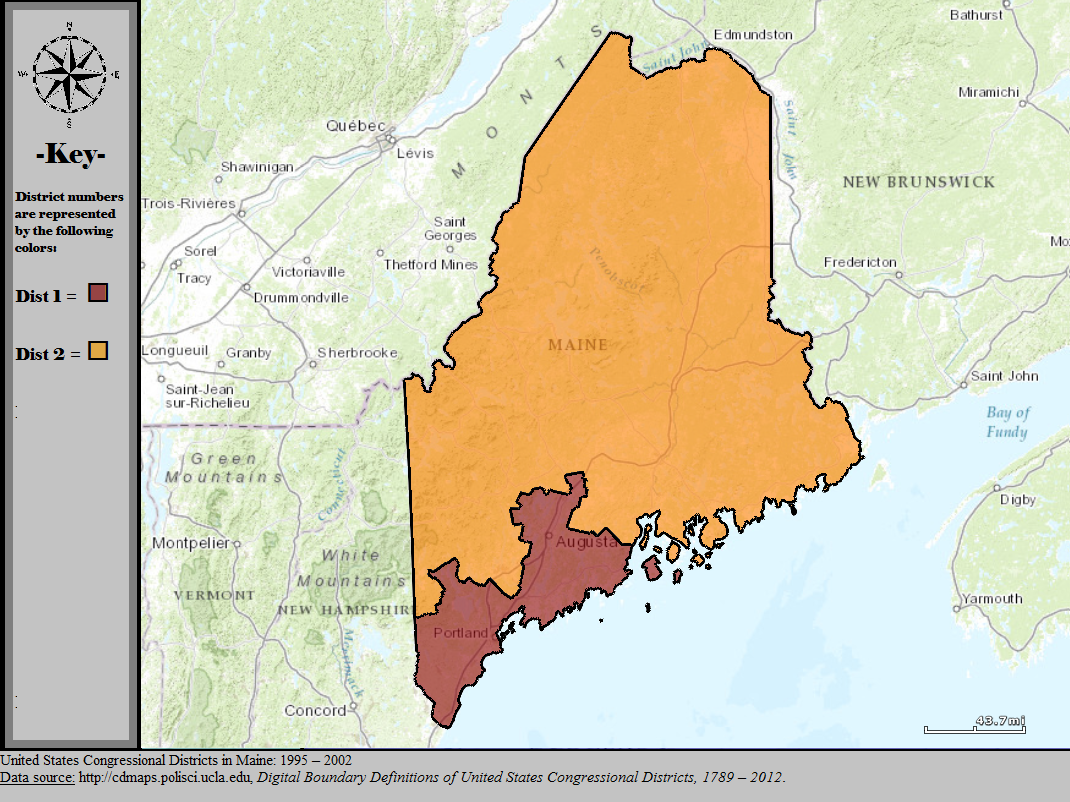
Districts du Maine de 1995 à 2002.
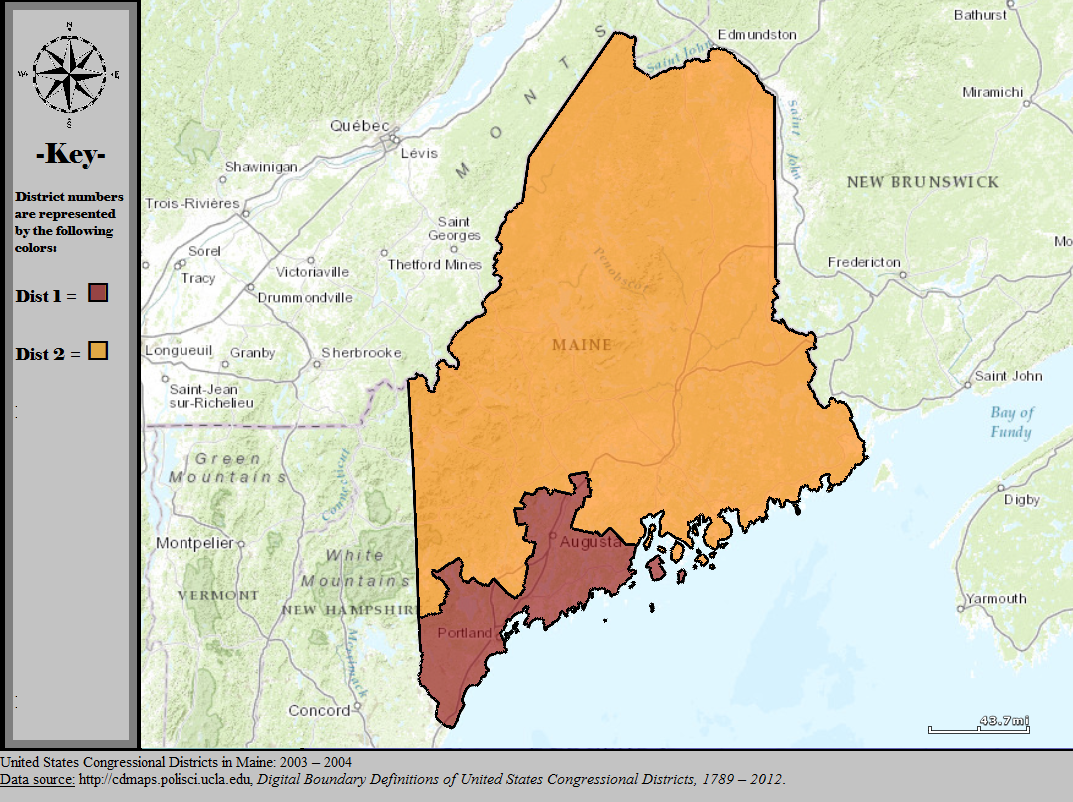
Districts du Maine de 2003 à 2004.
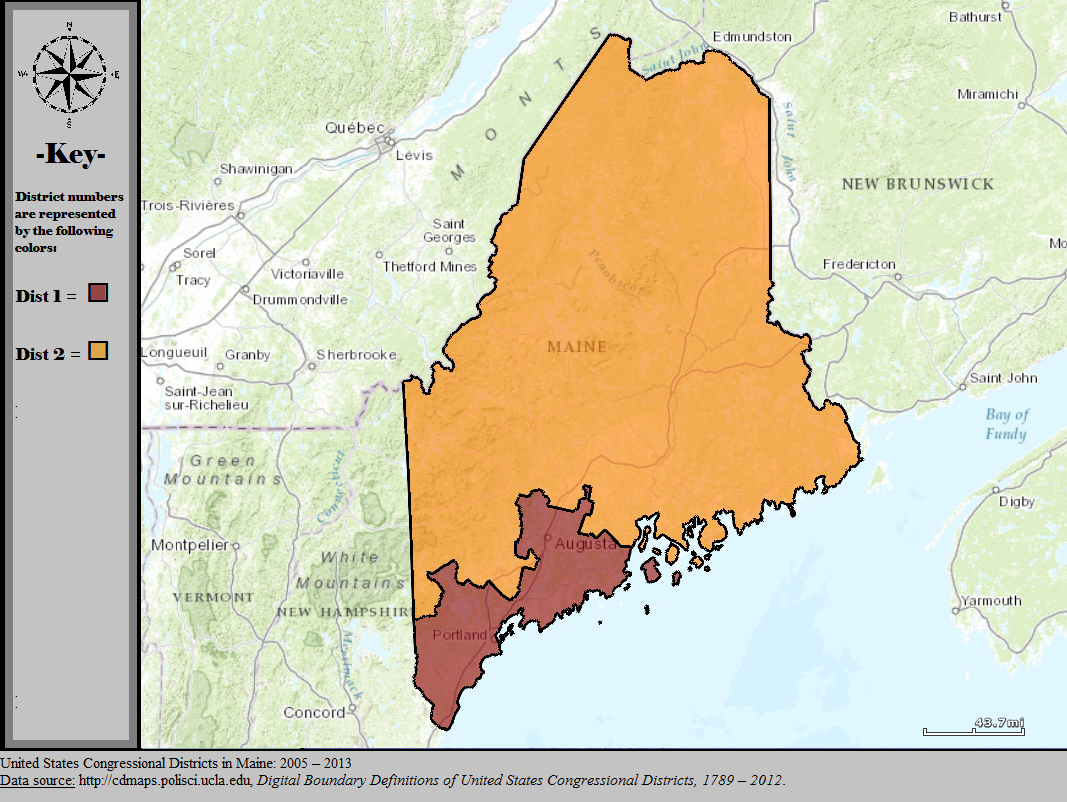
Districts du Maine de 2005 à 2013.
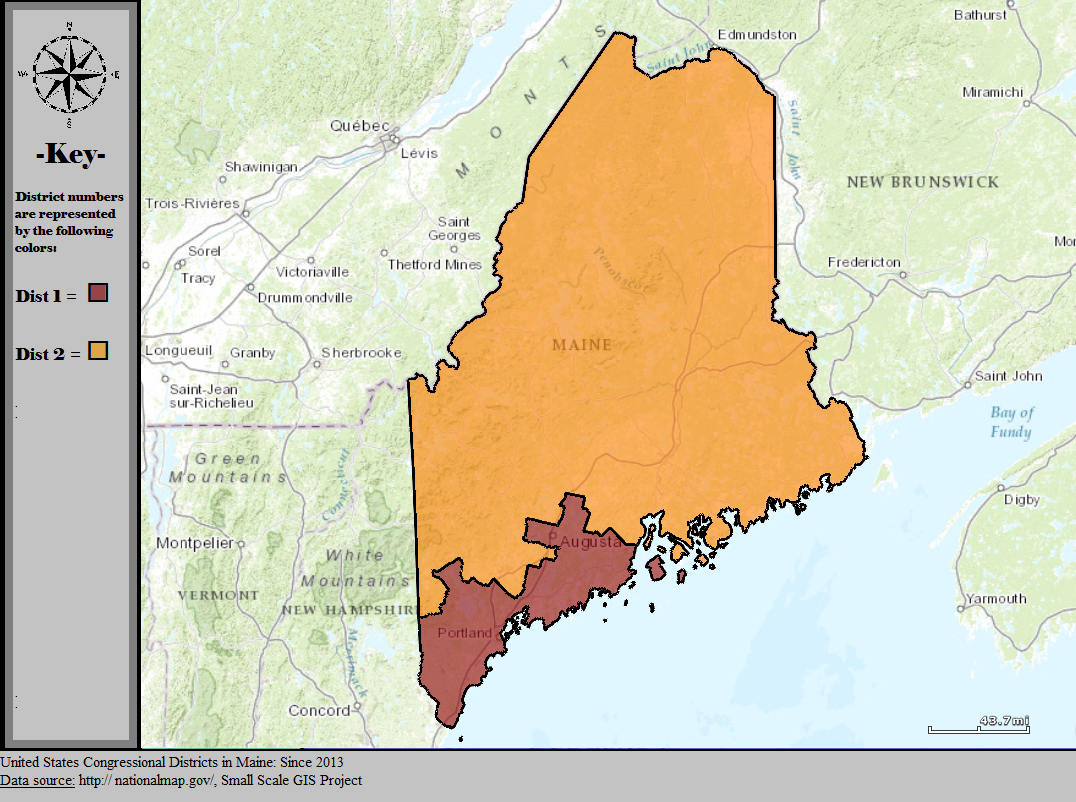
Districts du Maine depuis 2013.